# 小池直己
小池 直己（こいけ なおみ）は、栃木県生まれ。立教大学卒業、広島大学大学院修了。カリフォルニア大学ロサンゼルス校 ( UCLA)の客員研究員を経て、大東文化大学准教授、相模女子大学教授、就実大学・大学院教授を歴任。現在、英語教育・心理学などの関連書籍を中心とした執筆者として幅広く活躍。放送英語、新聞英語、映画英語、英語教育学を専門とし、英語関連の著作は3９0冊以上にのぼる。特にTOEIC、英検、英会話、英文法、実用英語、放送英語、新聞英語、ビジネス英語、映画英語に関する著作が多い。

## 主要著書
- 『英会話の基本表現100話』（岩波書店）
- 『語源でふやそう英単語』（岩波書店）
- 『話すための英文法』（岩波書店）
- 『覚えておきたい基本英会話フレーズ１３０』（岩波書店）
- 『ポジティブになれる英語名言１０１』（岩波書店）
- 『自分を励ます英語名言１０１』（岩波書店）

- 『TOEICテストの英文法』 (PHP)
- 『TOEICテストの英単語』 (PHP)
- 『TOEICテストの英熟語』 (PHP)
- 『TOEICテストの「決まり文句 (PHP)
- 『TOEICテストの「受験のコツ」』 (PHP)
- 『イメージ力で覚える英文法』 (PHP)
- 『新TOEICテストの英文法ドリル』 (PHP)
- 『４０歳から英語をものにする本』 (PHP)
- 『中学英語を５日間でやり直す本』 (PHP)
- 『中学英語を５日間でやり直す本(パワーアップ編）』 (PHP)
- 『高校英語を５日間でやり直す本』 (PHP)
- 『中学英語を１０日間でやり直す本』 (PHP)
- 『中学英語を５日間でやり直す本』 (PHP)
- 『中学３年間の英語を１０時間でやり直す本』 (PHP)
- 『高校３年間の英語を１４時間でやり直す本』 (PHP)
- 『身のまわりの英語が７時間でわかる本』 (PHP)
- 『中学・高校英語を１０時間でやり直す本』 (PHP)
- 『中学英語で面白いほど日記が書ける本』 (PHP)
- 『「英語のしくみ」を５日間で完全マスターする本』 (PHP)
- 『英会話　聞き方と答え方』 (PHP)

- 『TOEICテスト英単語 最速チャージ』（ジャパンタイムズ）
- 『TOEICテストイディオム 最速チャージ』（ジャパンタイムズ）
- 『TOEICテスト　ビジュアル英単語』（ジャパンタイムズ）
- 『TOEFLテスト　ビジュアル英単語』（ジャパンタイムズ）
- 『つながる英単語』（ジャパンタイムズ）
- 『英会話瞬間トレーニング』（ジャパンタイムズ）
- 『英会話瞬間トレーニング(中級）』（ジャパンタイムズ）
- 『日常・ビジネスで使える数量表現英語1800』（ジャパンタイムズ）

- 『とっさの一言！耳から覚える英会話2000フレーズ』（ソフトバンク新書）
- 『3時間でマスター！新TOEICテストの英単語』（ソフトバンク新書）
- 『3時間でマスター！新TOEICテストの英熟語』（ソフトバンク新書）
- 『3時間でマスター！新TOEICテストの英会話』（ソフトバンク新書）
- 『3時間でマスター！新TOEICテストの英文法』（ソフトバンク新書）

- 『とっさのひとこと737表現』（宝島社）
- 『英会話！日常生活3000フレーズCD大辞典』（宝島社）
- 『３語で英会話』（宝島社）

- 『３語でOK!スマート英会話』（学研）
- 『これだけで話せる　パーフェクト英会話』（学研）
- 『聞いて覚える　スピード英会話』（学研）
- 『聞くだけでマスター　すぐに役立つ英会話』（学研）
- 『聞いて覚える　ネエイティブ英会話』（学研）
- 『聞いて覚える　スピード英会話』（学研）
- 『英語でたのしむ「アドラー心理学」』（PHP)
- 『アドラー流　英語で幸せになる勇気』（南雲堂）
- 『アドラー流　子供の英語力を伸ばす』（南雲堂）
- 『３語で伝わる英会話』（宝島社）
- 『４０代・５０代から伸ばす英語』（宝島社）
- 『語源で覚える！英単語』（宝島社）
- 『３語で伝わる!とっさの英会話』（宝島社）
- 『ハンディ版３語で伝わる！英会話』（宝島社）
- 『３語で伝わる英会話』（宝島社）
- 『スヌーピーで学ぶ　すぐに使える英語表現１０５』（祥伝社）
- 『スヌーピーで学ぶ　心に響く英語表現１０５』（祥伝社）
- 『偉人たちのポジティブ名言で学ぶ英語表現』（世界文化社）
- 『スヌーピーで学ぶ　覚えておきたい英語表現１０５』（祥伝社）
- 『英語が楽しくなるスヌーピー　そのまま使える英語フレーズ』（祥伝社）
- 『英語の落とし穴大全』（青春出版社）
- 『誰もが知っている単語で話せる日常英会話』（講談社）
- 『要求と拒絶の英会話』（講談社）
- 『とっさには英語にしにくい日常語暗記法』（講談社）
- 『新装版　中学英語を５日間でやり直す本』（PHP）
- 『辞書ナシで学べる！スヌーピーの英語表現』（祥伝社）
- 『おもてなしもこれでOK！３語で伝わる!英会話』（宝島社）

## 論文
- 「英語科教育における教師の指導性に関する心理学的アプローチ」『日本教科教育学会誌』第7巻4号 [1982年12月]
- 「英語教育における原因帰属と動機づけ関する心理学的アプローチ 」『日本教科教育学会誌』第8巻1号[1983年3月]
- 「新聞英語と放送英語との統合による時事英語教育に関する実験的研究 」『日本教科教育学会誌』第9巻 1号 [1984年1月]
- 「イギリス研究と英語科教育に関する一考察」『日本教科教育学会誌』第9巻2号 [1984年7月]
- 「英語科教育における質問紙法による学習意欲の調査研究」『日本教科教育学会誌』第9巻3号[1984年10月]
- （長谷川潔） 「放送英語の教育的効果に関する研究 (I) －放送英語の聞き取りと書き取りにみられる誤答分析に関する研究－」『日本教科教育学会誌』 第9巻 4号 [1985年1月]
- （長谷川潔） 「放送英語の教育的効果に関する研究 (II) －表現訓練のための英語ニュース－」 『日本教科教育学会誌』 第10巻 1号 [1985年5月]
- （長谷川潔） 「放送英語の教育的効果に関する研究 (III) －放送英語を用いた文体指導－」 『日本教科教育学会誌』 第10巻 2号 [1985年9月]
- （長谷川潔） 「放送英語の教育的効果に関する研究 (IV) －英語の歌を用いた英語文型の指導－」 『日本教科教育学会誌』 第10巻 3, 4号 [1985年12月]

- 「英語音声学と放送英語」 『日本教科教育学会誌』 第12巻 2号 [1987年8月]
- 「新聞英語と大学英語教育」 『日本教科教育学会誌』 第12巻 3号 [1987年12月]
- A Practical Study of Broadcasting English －Pronunciation Easily Misunderstood by Japanese Listeners－INTERNATIONAL JOURNAL OF CURRICULUM DEVELOPMENT AND PRACTICE (International circulated paper) No.1 Vol.1 [1999年3月]
- A Practical Study of Japanese University Students' Difficulties in Listening to TV English News Broadcasts in Japan From A Phonatic Point of View INTERNATIONAL JOURNAL OF CURRICULUM DEVELOPMENT AND PRACTICE (International circulated paper) No.2 Vol.1 [2000年3月]